# 伊佐見村
伊佐見村（いさみむら）は静岡県の西部、敷知郡・浜名郡に属していた村である。現在の浜松市中央区の一部にあたる。

## 地理
- 湖沼：浜名湖、庄内湖

## 歴史

### 村名の由来
伊左地、佐浜、古人見、大人見からの合成地名。

### 沿革
- 1889年（明治22年）4月1日 - 町村制の施行により、古人見村、伊左地村、佐浜村、大人見村が合併して敷知郡伊佐見村が発足。
- 1896年（明治29年）4月1日 - 郡制の施行により所属郡が浜名郡に変更。
- 1956年（昭和31年）9月30日 - 和地村と合併して湖東村が発足。同日和地村廃止。
- 1960年（昭和35年）10月1日 - 湖東村が浜松市に編入。
- 2007年（平成19年）4月1日 - 浜松市が政令指定都市に移行し、旧村域は西区の所属となる。
- 2024年（令和6年）1月1日 - 浜松市の行政区再編に伴い、旧村域が中央区となる。

## 交通

### 道路
現在は浜名湖新橋有料道路が所在するが、当時は未開通。